# Championnat de RDA de football (Bezirksliga) Berlin-Est
La Bezirksliga Ost-Berlin fut une ligue de football à l’époque de l’ancienne RDA.
Elle couvrait le territoire du district de Berlin-Est (de l'ancien secteur du même nom à la suite de la Seconde Guerre mondiale).
Durant 31 des 38 saisons de son existence, cette ligue représenta le 3e niveau de la hiérarchie du football est-allemand. De la fin de saison 1954-1955 au terme de la compétition 1962-1963, elle fut le 4e niveau, en raison de la création de la II. DDR-Liga.

## Histoire
Avec la création de la République démocratique allemande, en octobre 1949, une ligue supérieure de football avait été mise sur pied par les autorités communistes dès la saison 1948-1949. Lors du championnat suivant, la plus haute division fut renommée DDR-Oberliga.

Les 15 Bezirke (districts) de 1952 à 1990.

Un an après cette ligue supérieure, la « section football » du Deutscher Sportausschuß (DS) (le comité chargé de la gestion et du contrôle des activités sportives en RDA) décida de constituer un second niveau. Celui-ci fut dénommé DDR-Liga.
En dessous de ces deux premiers niveaux, le football resta structuré sur base de la subdivision administrative du pays en Länder (Brandebourg, Mecklembourg, Saxe, Saxe-Anhalt et Thuringe) auxquels s’ajoutait la zone de Berlin-Est, choisi comme capitale de l’État.
En 1952, les autorités communistes modifièrent le découpage administratif de l’Allemagne de l’Est. Les Länder furent remplacés par 15 districts (en allemand : Bezirk) : District de Berlin, Dresde, Karl-Marx-Stadt, Leipzig, Gera, Erfurt, Suhl, Halle, Magdeburg, Cottbus, Potsdam, Frankfort/Oder, Neubrandenbourg, Schwerin, Rostock.
La structure sportive suivit le mouvement avec la création au sein de chaque Bezirk d’une division la plus haute appelée Bezirksliga.
Sous chaque Bezirksliga se trouvèrent des Bezirksklasse (dont le nombre varia selon la grandeur du district concerné).
La plupart du temps, la Bezirksliga fut jouée sous forme d’une série unique, mais il arriva que certaines comportent, temporairement deux tableaux ou plus.

## Palmarès

### 1952 à 1955 "(niveau 3)"
| Ordre | Saison    | Champion              | Nom actuel           | Promu | Remarques         |
| ----- | --------- | --------------------- | -------------------- | ----- | ----------------- |
| 1     | 1952-1953 | BSG Chemie Rüdersdorf |                      | Non   |                   |
| 2     | 1953-1954 | SG Hohenschönhausen   | HSV Rot-Weiss Berlin | Oui   | promu en DDR-Liga |
| 3     | 1954-1955 | SC Lichtenberg 47     | SV Lichtenberg 47    | Oui   | promu en DDR-Liga |

### Tour de transition (1955)
À la fin du championnat 1954-1955, les autorités est-allemandes décidèrent que les compétitions suivraient le modèle soviétique. C'est-à-dire qu’elles débutèrent au début du printemps et se terminèrent à la fin de l’automne de la même année calendrier. Durant l’automne 1955, il fut disputé un tour de transition (en allemand : Übergangsrunde) sans montée ni descente. Ce système s’arrêta après la saison 1960. Les compétitions reprirent alors selon un schéma plus conventionnel à partir de la fin de l’été 1961, soit huit mois après la fin de la saison précédente.
Lors du « tour de transition » de l'automne 1955 et de la saison 1956, la Bezirksliga Berlin se joua en deux groupes, avec une finale opposant les deux vainqueurs pour désigner le champion.
| Ordre | Saison | Champion                                                   | Nom actuel                    | Promu | Remarques                       |
| ----- | ------ | ---------------------------------------------------------- | ----------------------------- | ----- | ------------------------------- |
| x     | 1955   | Gp A: BSG Lokomotive Lichtenberg Gp B: Dynamo Berlin-Mitte | VfB Einheit zu Pankow Disparu |       | Pas de montant ou de descendant |

### 1956 à 1963 "(niveau 4)"
En 1955, en plus du passage au modèle soviétique, les dirigeants communistes scindèrent la DDR-Liga, directement supérieure aux Bezirksligen. Si dans l’esprit des politiciens la DDR-Liga n’était que partagée en deux, il était clair que chaque Bezirksliga devint de facto une Division 4.
À partir de la saison 1958 et jusqu’à sa dissolution auterme du championnat 1962-1963 la II. DDR-Liga directement supérieure compta 5 séries. Les 15 champions de Bezirksliga y furent directement promus. En dehors de cette période, un tour final entre les champions de Bezirksliga désigna les montants.
| Ordre | Saison    | Champion                      | Nom actuel               | Promu | Remarques             |
| ----- | --------- | ----------------------------- | ------------------------ | ----- | --------------------- |
| 4     | 1956      | SG Dynamo Berlin II           | BFC Dynamo               | Oui   | Promu en II. DDR-Liga |
| 5     | 1957      | BSG Chemie Grünau-Schmöckwitz | SV Schmöckwitz-Eichwalde | Oui   | Promu en II. DDR-Liga |
| 6     | 1958      | SG Grünau                     | Grünauer BC              | Oui   | Promu en II. DDR-Liga |
| 7     | 1959      | BSG Tiefbau Berlin            | SV Blau-Gelb Berlin      | Oui   | Promu en II. DDR-Liga |
| 8     | 1960      | BSG Motor Köpenick            | Köpenicker SC            | Oui   | Promu en II. DDR-Liga |
| 9     | 1961-1962 | ???                           |                          |       |                       |
| 10    | 1962-1963 | Fortuna Biesdorf              | VfB Fortuna Biesdorf     | Non   |                       |

### 1963 à 1991 "(niveau 3)"
À la suite de la dissolution de la II. DDR-Liga à la fin de la saison 1962-1963, chaque Bezirksliga redevint la Division 3.
À partir de la saison 1971-1972 et jusqu’au terme du championnat 1982-1983 la DDR-Liga directement supérieure compta 5 séries. Les 15 champions de Bezirksliga y furent directement promus. En dehors de cette période, un tour final entre les champions de Bezirksliga désigna les montants.
| Ordre | Saison    | Champion                   | Nom actuel            | Promu | Remarques                                                    |
| ----- | --------- | -------------------------- | --------------------- | ----- | ------------------------------------------------------------ |
| 11    | 1963-1964 | SC Lichtenberg 47          | SV Lichtenberg 47     | Non   |                                                              |
| 12    | 1964-1965 | BSG Motor Köpenick         | Köpenicker SC         | Oui   | Promu en DDR-Liga                                            |
| 13    | 1965-1966 | 1. FC Union Berlin II      | 1. FC Union Berlin    | Non   | Le vice-champion SC Lichtenberg 47 fut promu                 |
| 14    | 1966-1967 | Berliner FC Dynamo II      | BFC Dynamo            | Non   |                                                              |
| 15    | 1967-1968 | Berliner FC Dynamo II      | BFC Dynamo            | Oui   |                                                              |
| 16    | 1968-1969 | 1. FC Union Berlin II      | 1. FC Union Berlin    | Non   | Le vice-champion FC Vorwärts Berlin II fut promu en DDR-Liga |
| 17    | 1969-1970 | BSG EAB Lichtenberg 47     | SV Lichtenberg 47     | Non   |                                                              |
| 18    | 1970-1971 | BSG EAB Lichtenberg 47     | SV Lichtenberg 47     | Oui   | Promu en DDR-Liga avec son vice-champion                     |
| 19    | 1971-1972 | BSG Motor Köpenick         | Köpenicker SC         | Oui   | Promu en DDR-Liga                                            |
| 20    | 1972-1973 | BSG Einheit Pankow         | VfB Einheit zu Pankow | Oui   | Promu en DDR-Liga                                            |
| 21    | 1973-1974 | SG NARVA Berlin            | SG NARVA Berlin       | Oui   | Promu en DDR-Liga                                            |
| 22    | 1974-1975 | 1. FC Union Berlin II      | 1. FC Union Berlin    | Non   | le vice chamipion BSG Einheit Pankow fut promu en DDR-Liga   |
| 23    | 1975-1976 | SC Rotation Berlin         | 1. FC Union Berlin    | Oui   | Promu en DDR-Liga                                            |
| 24    | 1976-1977 | BSG Bergmann-Borsig Berlin | Weissenseer FC        | Oui   | Promu en DDR-Liga                                            |
| 25    | 1977-1978 | SG NARVA Berlin            | SG NARVA Berlin       | Oui   | Promu en DDR-Liga                                            |
| 26    | 1978-1979 | BSG KWO Berlin             | Disparu               | Oui   | Promu en DDR-Liga                                            |
| 27    | 1979-1980 | BSG Bergmann-Borsig Berlin | Weissenseer FC        | Oui   | Promu en DDR-Liga                                            |
| 28    | 1980-1981 | BSG EAB Lichtenberg 47     | SV Lichtenberg 47     | Oui   | Promu en DDR-Liga                                            |
| 29    | 1981-1982 | SC Rotation Berlin         | 1. FC Union Berlin    | Oui   | Promu en DDR-Liga                                            |
| 30    | 1982-1983 | BSG EAB Lichtenberg 47     | SV Lichtenberg 47     | Oui   | Promu en DDR-Liga                                            |
| 31    | 1983-1984 | Berliner FC Dynamo II      | BFC Dynamo            | Oui   | Promu en DDR-Liga                                            |
| 32    | 1984-1985 | BSG KWO Berlin             | Disparu               | Non   |                                                              |
| 33    | 1985-1986 | BSG KWO Berlin             | Disparu               | Non   |                                                              |
| 34    | 1986-1987 | BSG KWO Berlin             | Disparu               | Non   |                                                              |
| 35    | 1987-1988 | BSG KWO Berlin             | Disparu               | Non   |                                                              |
| 36    | 1988-1989 | BSG Bergmann-Borsig Berlin | Weissenseer FC        | Oui   | Promu en DDR-Liga                                            |
| 37    | 1989-1990 | BSG EAB Lichtenberg 47     | SV Lichtenberg 47     | Non   |                                                              |
| 38    | 1990-1991 | BSG EAB Lichtenberg 47     | SV Lichtenberg 47     | Oui   | Promu en Oberliga Nordost Groupe Centre                      |

## Classements des champions
Quinze entités différentes remportèrent le titre de la Bezirksliga Ost-Berlin, Lichtenberg 47 fut le plus titré:

Anciens logos du BSG EAB Lichtenberg

| Ordre | Clubs                         | Nom actuel               | Titres | Autres appellations |
| ----- | ----------------------------- | ------------------------ | ------ | --- |
| 1     | Lichtenberg 47                | SV Lichtenberg 47        | 8      | SC Lichtenberg, BSG EAB Lichtenberg 47, BSG EAB 47 Berlin |
| 2     | Berliner FC Dynamo II         | BFC Dynamo               | 4      | SG Volkspolizei Dresden, SG Dynamo Dresden |
| 3     | BSG KWO Berlin                | Disparu                  | 4      | |
| 4     | BSG Bergmann-Borsig Berlin    | Weissenseer FC           | 4      | SG Wilhelmsruh, BSG Stahl Wilhelmsruh, BSG Motor Wilhelmsruh, Pankower FV Bergmann-Borsig qui fusionna avec SV Preussen Berlin                                                                        |
| 5     | MSG Motor Köpenick            | Köpenicker SC            | 3      | BSG RFT Köpenick, BSG Motor Wendenschloss, BSG Motor Köpenick, SV Motor Köpenick |
| 6     | 1. FC Union Berlin II         | 1. FC Union Berlin       | 3      | SG Union Oberschöneweide, BSG Motor Oberschöneweide, SV Grünau-Oberschöneweide, SC Motor Berlin, TSC Oberschöneweide qui fusionna avec SC Rotation Berlin et SC Einheit Berlin pour former TSC Berlin |
| 7     | BSG NARVA Berlin              | SG NARVA Berlin          | 2      | SG Niederschöneweide, SG Oberspree, BSG Mechanik Friedrichshain, BSG Motor Friedrichshain-Ost, BSG Motor Berliner Glühlampenwerk                                                                      |
| 8     | SC Rotation Berlin            | 1. FC Union Berlin       | 2      | fusionna avec TSC Oberschöneweide et SC Einheit Berlin pour former TSC Berlin futur 1. FC Union Berlin                                                                                                |
| 9     | BSG Tiefbau Berlin            | SV Blau-Gelb Berlin      | 1      | BSG Aufbau Weissensee, fusion avec BSG Vorwärts Gosen pour former BSG Aufbau Tiefbau Berlin, puis fusion avec BSG Motor Weissensee-Süd et la section football du SC Aufbau Berlin. SC Tiefbau Berlin  |
| 10    | Fortuna Biesdorf              | VfB Fortuna Biesdorf     | 1      | |
| 11    | SG Grünau                     | Grünauer BC              | 1      | SG Falkenberg, TSV Berlin-Bohnsdorf, SpVgg Grünau, SpG Grünau-Union Oberschöneweide, SG Lufthansa Berlin, BSG Luftfahrt Berlin.                                                                       |
| 12    | BSG Chemie Grünau-Schmöckwitz | SV Schmöckwitz-Eichwalde | 1      | BSG Chemie Schmöckwitz, BSG Pneumant Schmöckwitz |
| 13    | SG Hohenschönhausen           | HSV Rot-Weiss Berlin     | 1      | Hohenschönhausener SC, fusionna avec Weissenseer SC Rot-Weiss en 1991 |
| 14    | BSG Einheit Pankow            | VfB Einheit zu Pankow    | 1      | VfB Pankow |
| 15    | BSG Chemie Rüdersdorf         |                          | 1      | |